# Quercegrossa
Quercegrossa is een plaats (frazione) in de Italiaanse gemeente Castelnuovo Berardenga.